# Acalolepta basimaculata
Acalolepta basimaculata là một loài bọ cánh cứng trong họ Cerambycidae.